# Kagami (Vorname)
Kagami ist ein Vorname.

## Herkunft und Bedeutung
Kagami ist ein vor allem in Japan verwendeter weiblicher Name.
Er bedeutet Spiegel.